# Distrito de Schwalm-Eder
El distrito Schwalm-Eder (en alemán: Schwalm-Eder-Kreis) es un Landkreis (distrito rural) en la Región de Kassel en el norte del estado de Hesse (Alemania). Los municipios vecinos por el norte son el distrito de Kassel, al noroeste el distrito de Werra-Meißner, al este el distrito de Hersfeld-Rotemburgo, al sur es fronterizo con el distrito de Vogelsberg, al sudeste el distrito Marburgo-Biedenkopf y al oeste el distrito de Waldeck-Frankenberg. La capital del distrito recae sobre la ciudad de Homberg.

## Geografía
El territorio del distrito comprende la denominada westhessische Senkenzone entre los ríos Fulda, Eder y el Schwalm, que proporcionan el nombre a esta región administrativa. El "Schwalm" un afluente de la vertiente derecha del Eder, por otra parte el paisaje del Schwalm se encuentra a lo largo del río al sur del territorio del distrito. La ciudad más grande del distrito es Schwalmstadt.

## Composición del distrito
(Habitantes a 30 de junio de 2005)
| - 1. Borken (13.594) - 2. Felsberg (11.172) - 3. Fritzlar (14.710) - 4. Gudensberg (9.110) - 5. Homberg (14.888) - 6. Melsungen (13.966) - 7. Neukirchen (7.585) - 8. Niedenstein (5.696) - 9. Schwalmstadt (19.283) - 10. Schwarzenborn (1.170) - 11. Spangenberg (6.534) | - 1. Bad Zwesten (4.255) - 2. Edermünde (7.359) - 3. Frielendorf (8.152) - 4. Gilserberg (3.503) - 5. Guxhagen (5.422) - 6. Jesberg (2.668) - 7. Knüllwald (4.973) - 8. Körle (2.924) - 9. Malsfeld (4.263) - 10. Morschen (3.892) - 11. Neuental (3.369) - 12. Oberaula (3.439) - 13. Ottrau (2.463) - 14. Schrecksbach (3.354) - 15. Wabern (7.695) - 16. Willingshausen (5.294) |

## Distritos hermanados
- Kajaani (Finlandia, desde 1973)
- Sedgemoor District (Inglaterra, desde 1979)
- Powiat Piłski (Polonia, desde 2000)